# Minuartia rostrata
Espèce
Statut de conservation UICN

 LC  : Préoccupation mineure
Minuartia rostrata, l'Alsine changeante ou Minuartie à rostre, est une plante herbacée de la famille des Caryophyllacées.

## Statuts de protection, menaces
L'espèce n'est pas encore évaluée à l'échelle mondiale et européenne par l'UICN. En France elle est classée comme non préoccupante . Elle est considérée en danger (EN) en Auvergne et vulnérable (VU) en Bourgogne. 

## Synonyme
- Minuartia mutabilis (Lapeyr.) Schinz & Thell. ex Bech.